# Afrodyta

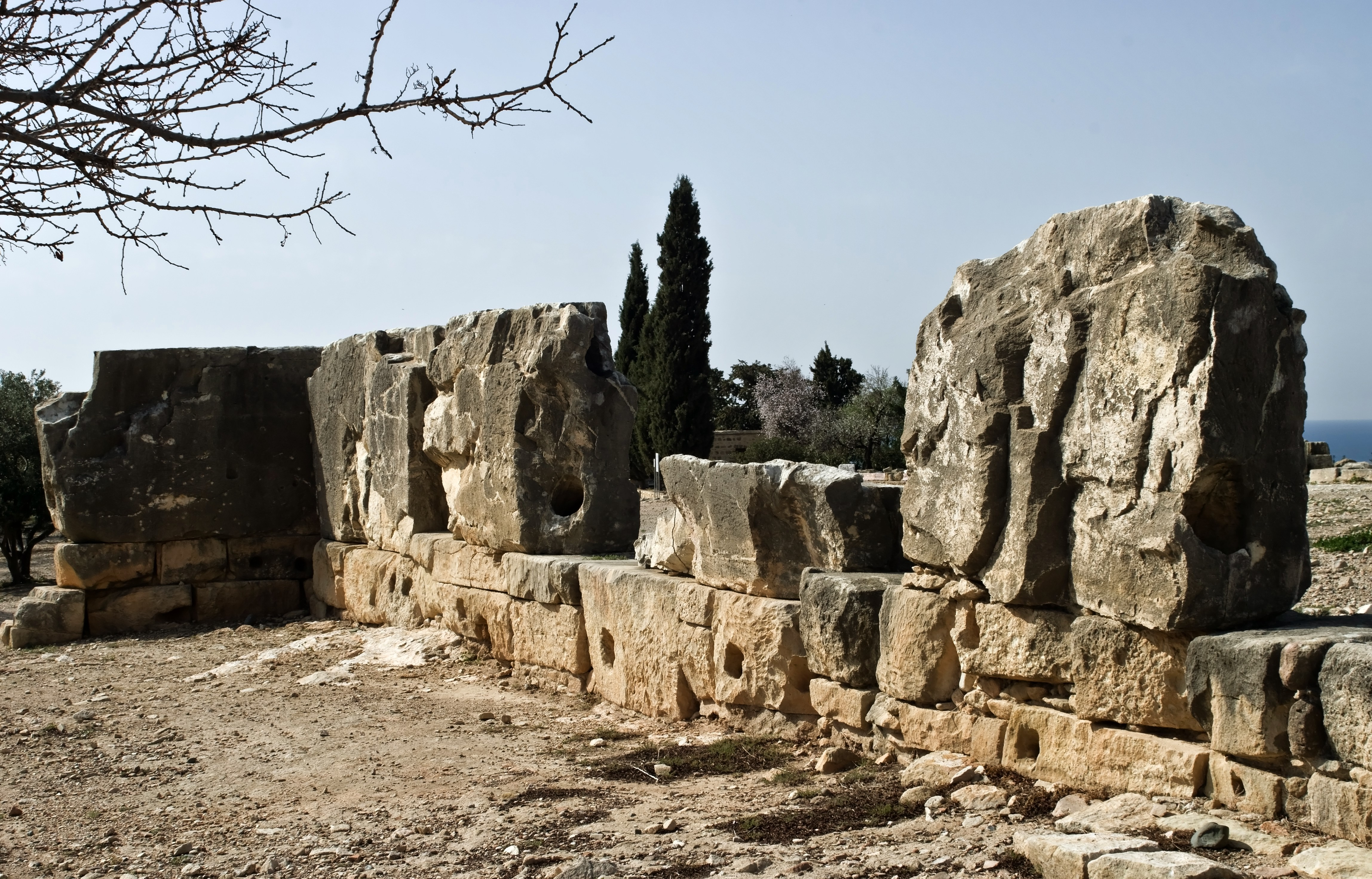
Ruiny cypryjskiego sanktuarium z XII wieku p.n.e., w którym była czczona Afrodyta, Palepafos

Narodziny Wenus, Sandro Botticelli około 1485–1486

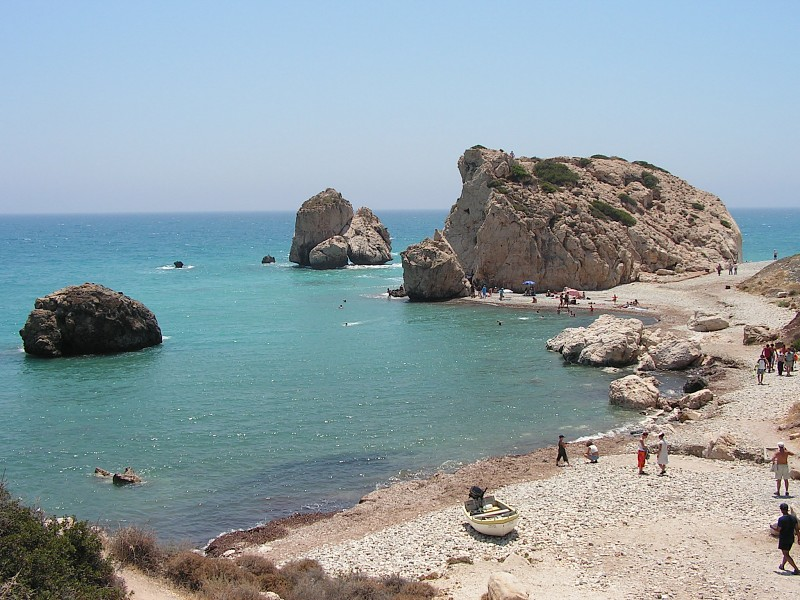
Skała Afrodyty na Cyprze. W tym miejscu według legendy narodziła się z piany morskiej Afrodyta

Afrodyta (gr. Ἀφροδίτη Aphrodítē „wdzięk, urok”, łac. Venus) – w mitologii greckiej bogini miłości, piękna, kwiatów, pożądania i płodności. Najbardziej urodziwa z bogiń antycznych mitów.
Jej rzymską odpowiedniczką była Wenus (Wenera).

## Pochodzenie i narodziny
Kwestia jej pochodzenia jest różnie przedstawiana w mitach. Według jednego z nich Afrodyta nie miała rodziców i pewnego dnia wyłoniła się z piany morskiej w pobliżu Cypru. Nieco inaczej przedstawiał to Hezjod, który w Teogonii pisał, że kiedy odcięte sierpem genitalia Uranosa (pokonanego przez Kronosa, gdy roztaczał się nad Gają jak niebo nad ziemią) wpadły do morza w pobliżu Cypru, woda otoczyła je białą pianą, z której następnie wyłoniła się przepiękna Afrodyta. Pływała po morzu w muszli, zatrzymując się u brzegów Kytery, a potem Cypru. Druga z tych wysp stała się jej ulubionym miejscem. Na jej brzegu oczekiwały już na nią Charyty: Eufrosyne, Aglaja i Talia, które odtąd zawsze towarzyszyły jej i służyły. Cypr stał się głównym miejscem kultu bogini.
Natomiast w innych mitach opisywana jest jako córka Uranosa i Hemery, zwanej Uranią. Według Homera była córką Zeusa i Diony.

## Dalsze losy
Jej pierwszym kochankiem był Adonis. Była żoną Hefajstosa, ale epizod z Aresem świadczy, że nie była zbyt wierna (z tego związku zrodzili się Dejmos, Fobos, Harmonia, Eros i Anteros). Hefajstos ukrył w łożu pułapkę z mocnej, lecz niezauważalnej, metalowej sieci i schwytał w nią Afrodytę z Aresem. Potem wystawił ich na pośmiewisko przed innymi bogami na Olimpie.
W konkursie piękności między Herą, Ateną i Afrodytą, ta ostatnia obiecała Parysowi Helenę, żonę Menelaosa ze Sparty, za tytuł najpiękniejszej (jabłko niezgody), czym przyczyniła się do rozpętania wojny trojańskiej. W wojnie starała się sprzyjać Trojanom.

## Atrybuty, przydomki
Jej atrybutami były: rydwan zaprzężony w gołębie, róża, jabłko oraz mirt. Czczona była zwłaszcza przez kobiety, które widziały w niej patronkę małżeństwa. Ze względu na jej związek z morzem była czczona przez żeglarzy i w miastach portowych.
Starożytni nadawali Afrodycie różne przydomki: Afrogeneja – zrodzona z piany morskiej, Anadyomene (Ἀναδυομένη) – wynurzająca się z fal morskich, Cypryda (Kipryda) – od Cypru; Afrodyta Acidalia, Cytherea (Κυθήρεια), Despina (Δέσποινα), Kypris (Κύπρις), Epitragidia, Skotia (Σκοτία), Basilis (Βασιλίς), Persephaessa (Περσεφάεσσα), Pandemos (Πάνδημος), Urania, Apatura itp.

## Afrodyta w filozofii
Pauzaniasz w platońskim dialogu Uczta wykładał teorię, że istnieją dwie Afrodyty: Afrodyta niebiańska (Afrodyta Urania) i Afrodyta wszeteczna (Afrodyta Pandemos).

## Ikonografia

### Symbole
Najbardziej znanym symbolem Afrodyty był gołąb, który pierwotnie był ważnym symbolem jej prekursora z Bliskiego Wschodu, Inanny-Isztar. (W rzeczywistości starożytne greckie słowo oznaczające „gołębicę”, peristerá, może pochodzić od Semickiego wyrażenia peraḥ Ištar, oznaczającego „ptak Isztar”).